# Agnes Fontoura
Aparecida Alves, mais conhecida como Agnes Fontoura (Rio de Janeiro, 4 de abril de 1928 — Rio de Janeiro, 5 de março de 2005), foi uma atriz brasileira. Morreu de câncer.

## Filmografia

### Televisão
| Ano  | Título                             | Personagem             | Notas                                   |
| ---- | ---------------------------------- | ---------------------- | --------------------------------------- |
| 2000 | Fala Dercy                         | —                      |                                         |
| 1995 | Explode Coração                    | Amante de Adilson      |                                         |
| 1993 | Sonho Meu                          | Dirce (amiga de Paula) | [ 2 ]                                   |
| 1991 | Meu Bem Meu Mal                    | Maria Elisa            |                                         |
| 1990 | Fronteiras do Desconhecido         | Joana                  | Episódio: "Adelino, Uma Vida de Amor"   |
| 1984 | Viver a Vida                       | Rosa                   |                                         |
| 1984 | Corpo a Corpo                      | Verinha de Souza       | Participação Especial                   |
| 1983 | Guerra dos Sexos                   | —                      |                                         |
| 1983 | Caso Verdade                       | Filomena               | Episódio: "As Mãos Que Tocaram em Deus" |
| 1981 | Plantão de Polícia                 | —                      | Episódio: "A Solidão do Planalto"       |
| 1980 | Chega Mais                         | Leda                   |                                         |
| 1978 | Pecado Rasgado                     | Tita                   |                                         |
| 1978 | Maria, Maria                       | Donana                 |                                         |
| 1977 | Dona Xepa                          | Arlete                 |                                         |
| 1973 | Shazan, Xerife e Cia.              | —                      | 2 episódios                             |
| 1972 | Selva de Pedra                     | Irene                  |                                         |
| 1970 | Assim na Terra como no Céu         | Adelaide               |                                         |
| 1969 | Rosa Rebelde                       | —                      |                                         |
| 1969 | Véu de Noiva                       | —                      |                                         |
| 1961 | As Aventuras dos Três Mosqueteiros | Milady                 |                                         |

### Trabalhos no cinema
| Ano  | Título                     | Personagem      |
| ---- | -------------------------- | --------------- |
| 1984 | Mulheres Insaciáveis       | Esposa          |
| 1984 | A Boca do Prazer           | Bárbara         |
| 1979 | Loucuras, o Bumbum de Ouro | Mulher elegante |
| 1979 | A Pantera Nua              | [ 5 ]           |
| 1956 | A Estrada                  | Maria           |

## Teatro
- O Dia Em Que Alfredo Virou a Mão (2003)
- Não Chorem pelos Amantes de Verona (1998)
- Viva Sapata (1981)
- Quem Casa Quer Casa... e Outras Coisas Mais (1980)
- A Incrível História de Pedro Bacamarte (1976)
- Mulher Zero Quilômetro (1966)
- Sim, Quero (1964)
- Três em Lua de Mel (1962)
- César e Cleópatra (1956)
- Um Deus Dormiu Lá Em Casa (1954)